# Fiorinia
Fiorinia är ett släkte av insekter. Fiorinia ingår i familjen pansarsköldlöss.

## Bildgalleri

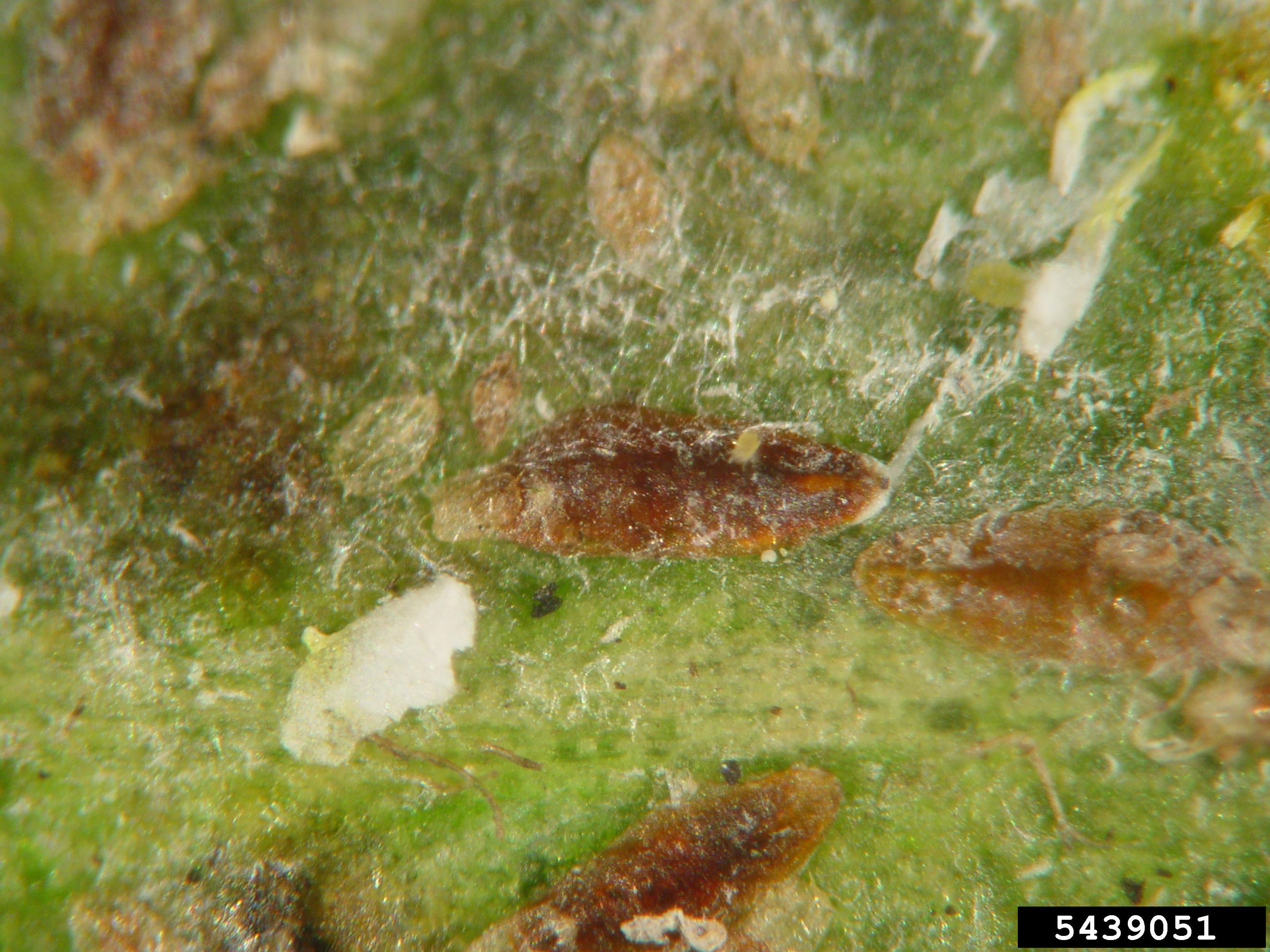
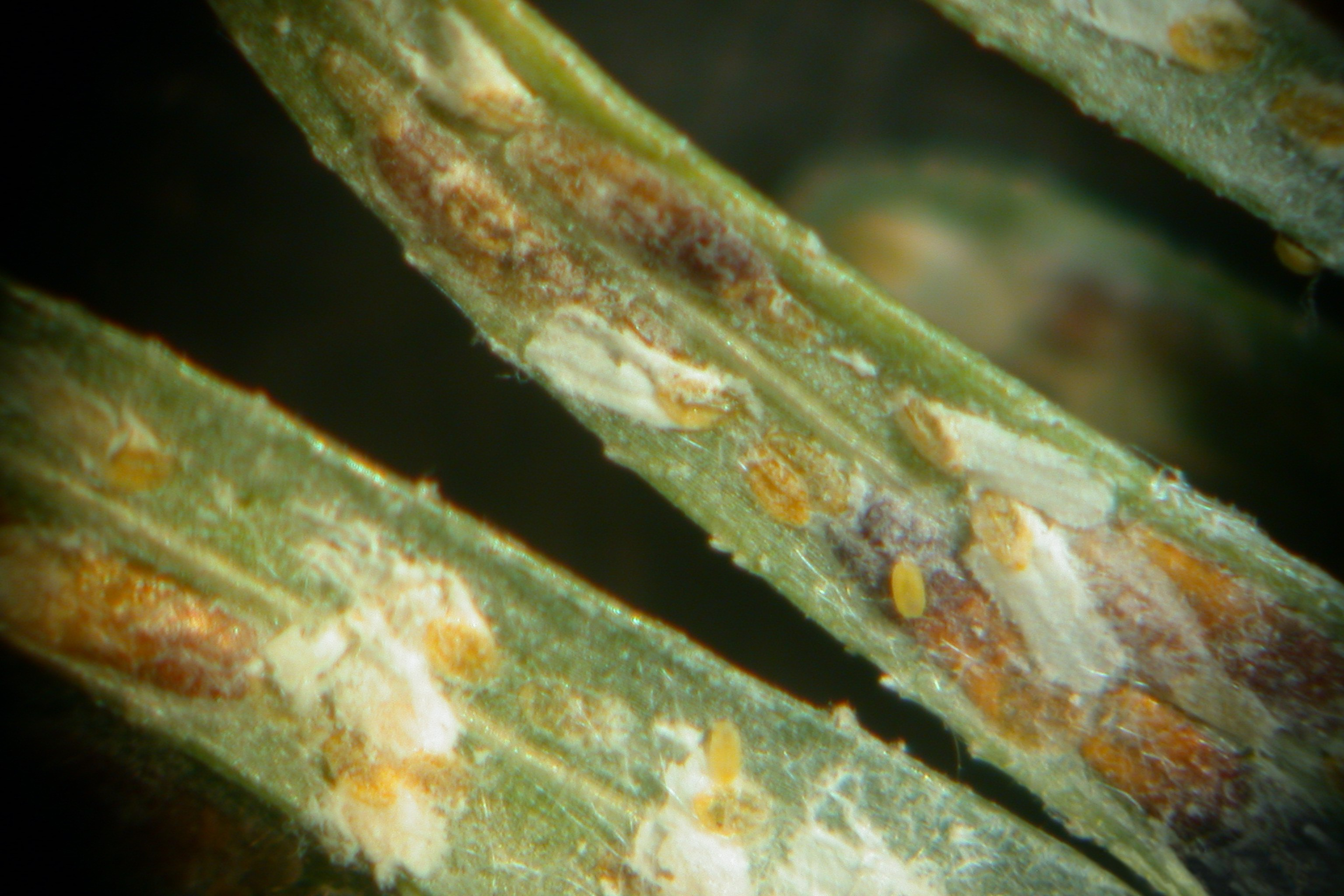
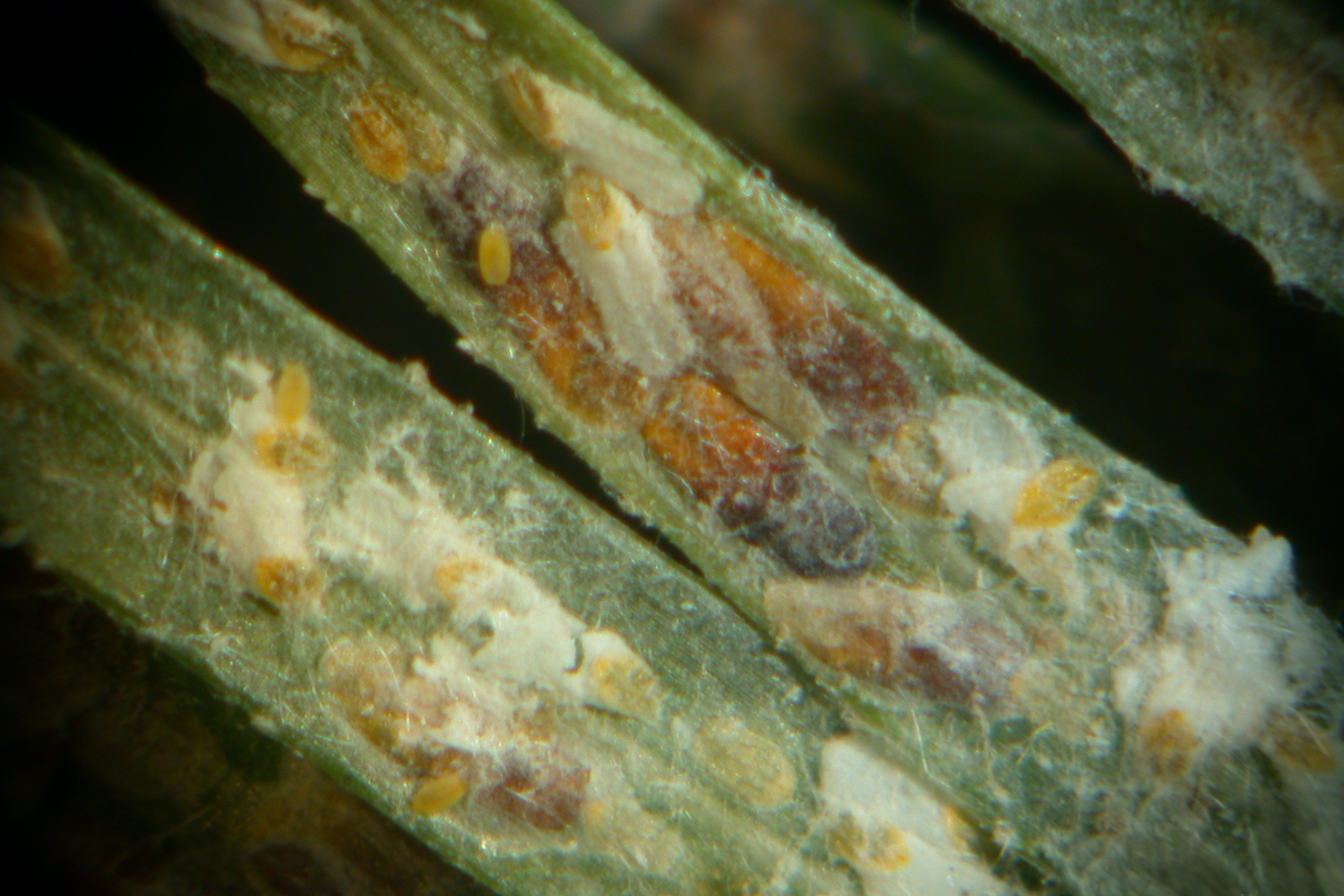
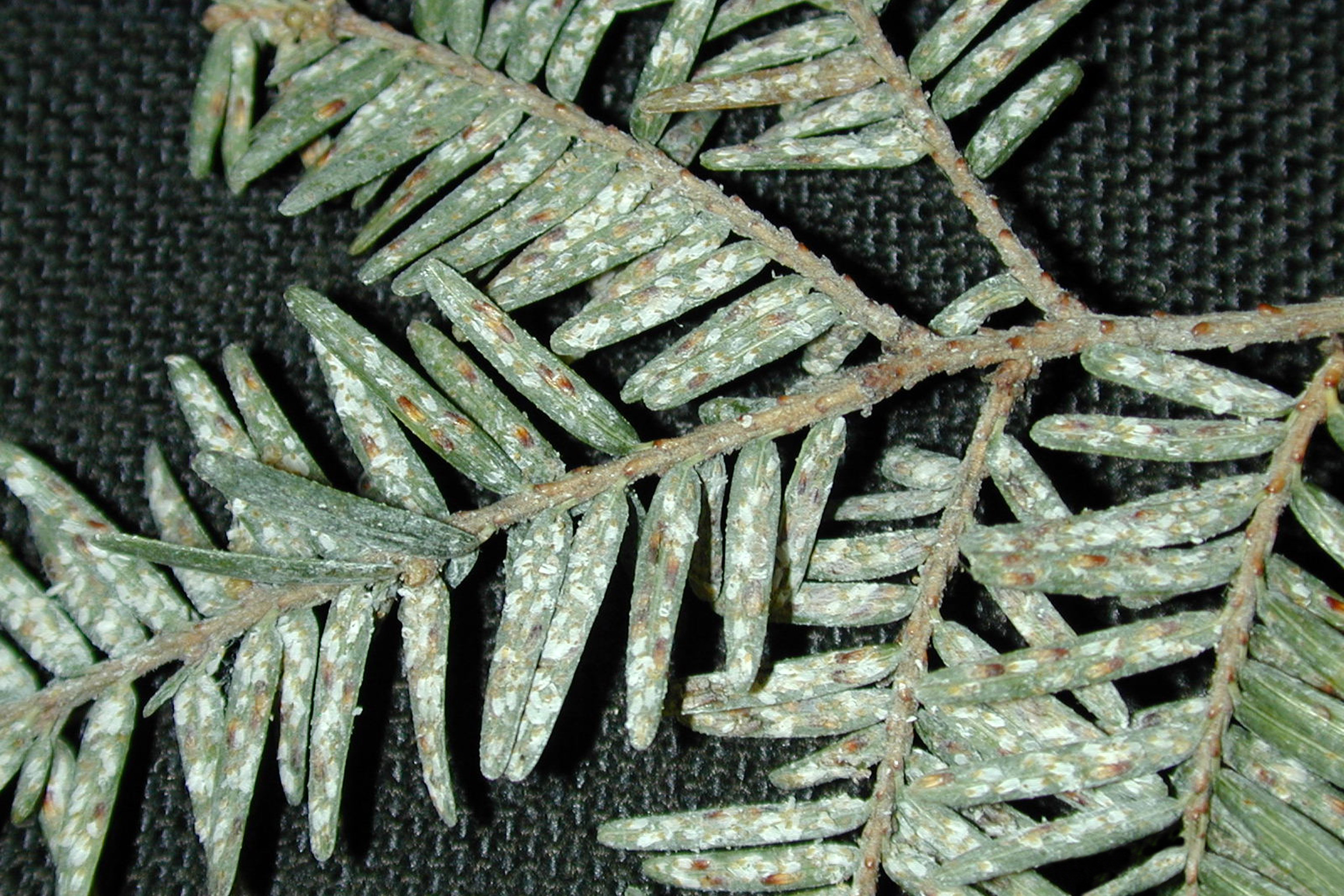
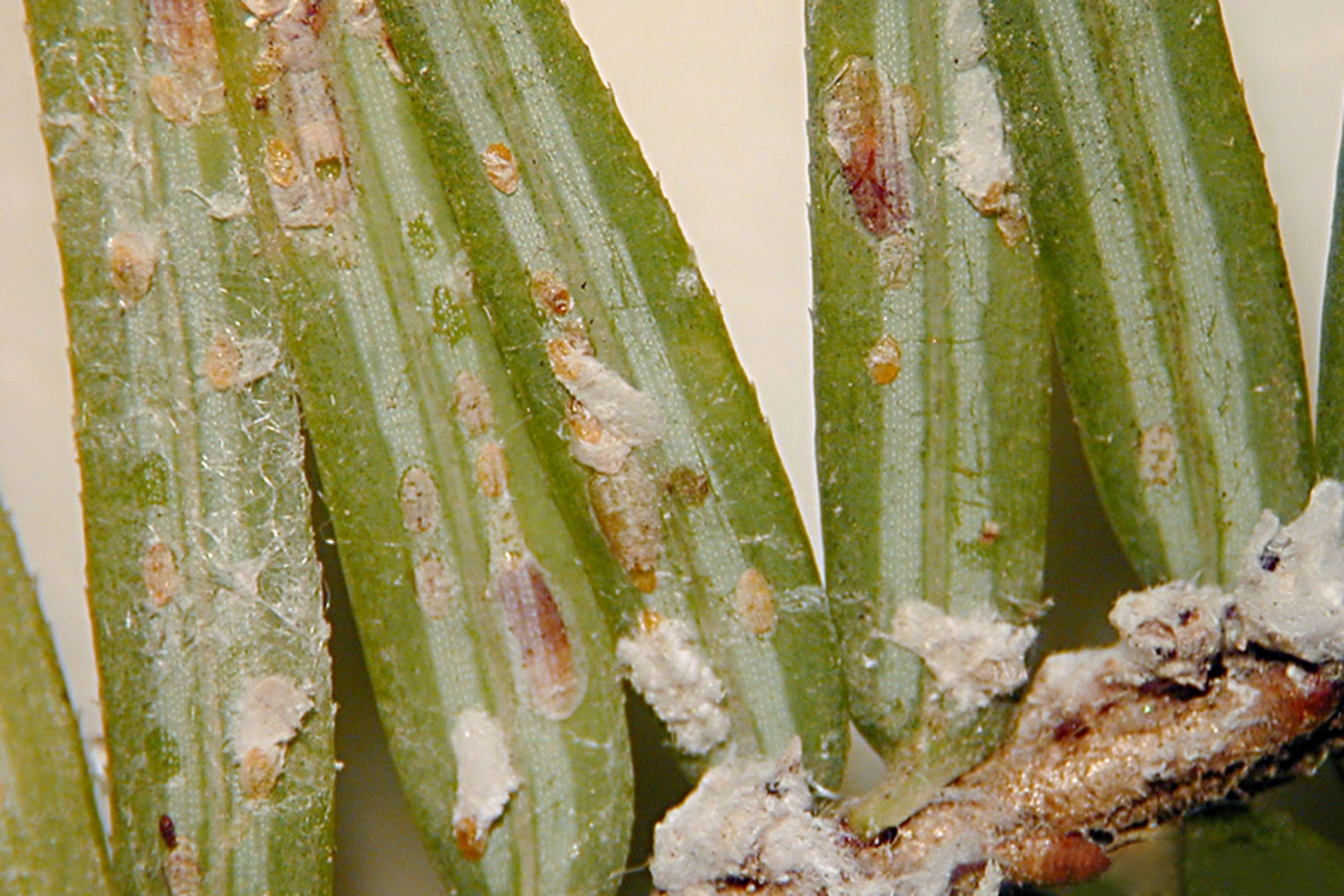
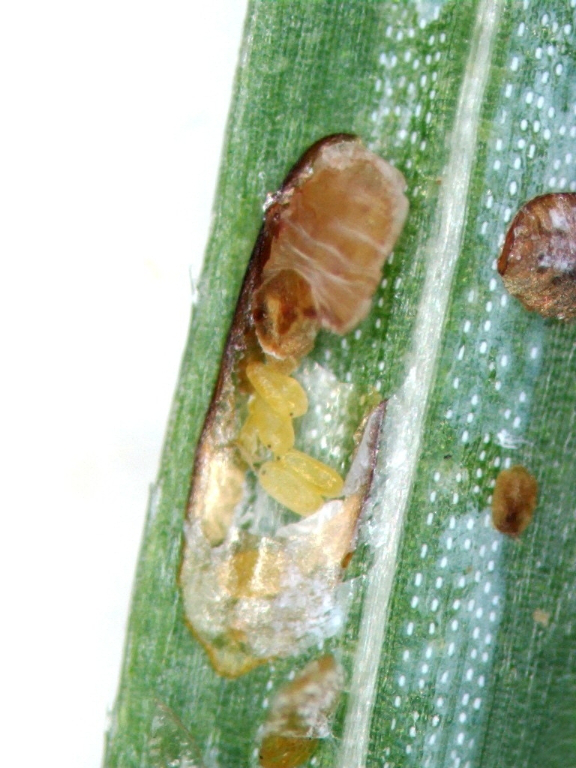

## Dottertaxa tillFiorinia, i alfabetisk ordning[1]
- Fiorinia arengae
- Fiorinia biakana
- Fiorinia bidens
- Fiorinia camelleosae
- Fiorinia citri
- Fiorinia coronata
- Fiorinia cunninghamiana
- Fiorinia distinctissima
- Fiorinia drimydis
- Fiorinia euonymi
- Fiorinia euryae
- Fiorinia expansa
- Fiorinia externa
- Fiorinia fijiensis
- Fiorinia fioriniae
- Fiorinia fletcheri
- Fiorinia formosensis
- Fiorinia frontecontracta
- Fiorinia fuzhouensis
- Fiorinia geijeriae
- Fiorinia gelonii
- Fiorinia grossulariae
- Fiorinia hederae
- Fiorinia himalaica
- Fiorinia hisakakii
- Fiorinia horii
- Fiorinia hymenanthis
- Fiorinia iavanica
- Fiorinia japonica
- Fiorinia kandyensis
- Fiorinia keteleeriae
- Fiorinia kumatai
- Fiorinia linderae
- Fiorinia minor
- Fiorinia multipora
- Fiorinia myricae
- Fiorinia nachiensis
- Fiorinia neocaledonica
- Fiorinia neriifolii
- Fiorinia odaiensis
- Fiorinia odinae
- Fiorinia pakistanensis
- Fiorinia payaoensis
- Fiorinia phantasma
- Fiorinia phoenicis
- Fiorinia pinicola
- Fiorinia pinicorticis
- Fiorinia plana
- Fiorinia proboscidaria
- Fiorinia quercifolii
- Fiorinia randiae
- Fiorinia reducta
- Fiorinia rhododendri
- Fiorinia rhododendricola
- Fiorinia sapindi
- Fiorinia saprosmae
- Fiorinia separata
- Fiorinia sikokiana
- Fiorinia similis
- Fiorinia smilaceti
- Fiorinia taiwana
- Fiorinia theae
- Fiorinia tumida
- Fiorinia turpiniae
- Fiorinia vacciniae
- Fiorinia yunnanensis